# Roly-Poly
"Roly-Poly" é uma canção de dance pop do girl group sul-coreano T-ara. Faz parte do seu segundo mini-álbum, John Travolta Wannabe, lançado em 29 de junho de 2011. A canção foi escrita e produzida por Shinsadong Tiger e Choi Gyu Sung, que também foram os responsáveis pela produção do hit do grupo "Bo Peep Bo Peep". "Roly-Poly" conquistou três prêmios de primeiros lugares semanais no M! Countdown da Mnet e no Inkigayo da SBS, e se tornou a canção com mais downloads em 2011, com um recorde de $2 milhões em vendas e mais de 4 milhões de downloads.
Um remix da canção intitulado "Roly-Poly in Copacabana" foi lançado em 2 de agosto e foi usado para as promoções seguintes do grupo.
A canção foi relançada em japonês em 29 de fevereiro de 2012, como o terceiro single do grupo.

## Lista de faixas
| Single em japonês: Versão A: | |                                                                        |                                  |         |  |
| N.º                          | Título | Letras                                                                 | Música                           | Duração |  |
| 1.                           | "Roly-Poly" (Versão em japonês)                                                                                            | Shin Sadong Tiger, Choi Kyu-Sung, Seiko Fujibayashi (letra em japonês) | Shin Sadong Tiger, Choi Kyu-Sung | 3:36    |  |
| 2.                           | "Kojinmaru～Uso～" (コジンマル ([Geojitmal] Erro: {{japonês}}: o texto tem marcação itálica (ajuda); em coreano: 嘘; Lies) | Cho Young Soo, Kei (letra em japonês)                                  | Cho Young Soo                    | 3:49    |  |
| 3.                           | "Roly-Poly" (Versão em japonês - Instrumental)                                                                             |                                                                        |                                  | 3:36    |  |
| 4.                           | "Kojinmaru～Uso～" (Instrumental)                                                                                          |                                                                        |                                  | 3:46    |  |
| Duração total:               | Duração total: | Duração total:                                                         | Duração total:                   | 14:44   |  |

| Versão B:      |                                                |                                                                        |                                  |         |  |
| N.º            | Título                                         | Letras                                                                 | Música                           | Duração |  |
| 1.             | "Roly-Poly" (Versão em japonês)                | Shin Sadong Tiger, Choi Kyu-Sung, Seiko Fujibayashi (letra em japonês) | Shin Sadong Tiger, Choi Kyu-Sung | 3:36    |  |
| 2.             | "Apple is A" (Versão em japonês)               | Cho Young Soo, Seiko Fujibayashi (letra em japonês)                    | Cho Young Soo                    | 3:10    |  |
| 3.             | "Roly-Poly" (Versão em japonês - Instrumental) |                                                                        |                                  | 3:36    |  |
| 4.             | "Apple is A" (Instrumental)                    |                                                                        |                                  | 3:08    |  |
| Duração total: | Duração total:                                 | Duração total:                                                         | Duração total:                   | 13:28   |  |

| Edição regular: | |                                                                        |                                  |         |  |
| N.º             | Título | Letras                                                                 | Música                           | Duração |  |
| 1.              | "Roly-Poly" (Versão em japonês)                                                                                                 | Shin Sadong Tiger, Choi Kyu-Sung, Seiko Fujibayashi (letra em japonês) | Shin Sadong Tiger, Choi Kyu-Sung | 3:36    |  |
| 2.              | "Roly-Poly in Copacabana" (erro em {{japonês}}: Texto em japonês ou romaji necessário (ajuda); Kopakabāna) (versão em japonês)) | Shin Sadong Tiger, Choi Kyu-Sung, Seiko Fujibayashi (letra em japonês) | Shin Sadong Tiger, Choi Kyu-Sung | 3:31    |  |
| 3.              | "Roly-Poly" (Versão em japonês - Instrumental)                                                                                  |                                                                        |                                  | 3:36    |  |
| 4.              | "Roly-Poly in Copacabana" (Versão em japonês - Instrumental)                                                                    |                                                                        |                                  | 3:33    |  |
| 5.              | "Bo Peep Bo Peep" (Versão em coreano - Versão ao vivo de T-ARA First Show Case in SHIBUYA-AX 2011.7.5) (faixa-bônus))           | Shin Sadong Tiger, Choi Kyu-Sung                                       | Shin Sadong Tiger, Choi Kyu-Sung | 4:12    |  |
| Duração total:  | Duração total: | Duração total:                                                         | Duração total:                   | 18:24   |  |

| Versão A DVD: |                                                         |         |  |
| N.º           | Título                                                  | Duração |  |
| 1.            | "Vídeo musical de Roly-Poly (versão em japonês)"        |         |  |
| 2.            | "Vídeo musical de コジンマル～嘘～ (versão em japonês)" |         |  |

| Versão B DVD: |                                                                      |         |  |
| N.º           | Título                                                               | Duração |  |
| 1.            | "Versão de dança do vídeo musical de Roly-Poly (versão em japonês)"  |         |  |
| 2.            | "Versão de making do vídeo musical de Roly-Poly (versão em japonês)" |         |  |

## Desempenho nas paradas

### Coreia do Sul
| Parada (2011)                 | Melhor posição |
| ----------------------------- | -------------- |
| Gaon Weekly singles           | 2              |
| Gaon Monthly singles          | 3              |
| Gaon Yearly singles           | 1              |
| Billboard Korea K-Pop Hot 100 | 4              |

### Japão

#### Oricon
| Lançamento              | Parada da Oricon      | Melhor posição | Vendas na estreia                | Total de vendas | Tempo na parada |
| ----------------------- | --------------------- | -------------- | -------------------------------- | --------------- | --------------- |
| 29 de fevereiro de 2012 | Daily Singles Chart   | 3              | 14.999 (diária) 41.285 (semanal) | 55.771          | 5 semanas       |
| 29 de fevereiro de 2012 | Weekly Singles Chart  | 3              | 14.999 (diária) 41.285 (semanal) | 55.771          | 5 semanas       |
| 29 de fevereiro de 2012 | Monthly Singles Chart | 12             | 14.999 (diária) 41.285 (semanal) | 55.771          | 5 semanas       |

#### Outras paradas
| Parada                                  | Melhor posição |
| --------------------------------------- | -------------- |
| Billboard Japan Hot 100                 | 5              |
| RIAJ Digital Track Chart weekly top 100 | 15             |